# 華啓直
華啓直（1533年—1597年），字禮成，號豫庵，直隸常州府無錫縣人，民籍，明朝政治人物。

## 生平
嘉靖四十年（1561年）辛酉科應天府鄉試第四十八名舉人。嘉靖四十一年（1562年）中式壬戌科會試第三名，三甲第一百零六名進士。授湖廣孝感縣知縣，擢刑部主事，升郎中，出为永州府知府，歷貴州副使，官至四川參政，致仕歸卒，年六十五。

## 家族
曾祖華楷，壽官；祖父華恩，贈戶部主事；父華舜欽，知府。母錢氏（封安人）。具庆下。兄啓中。弟啓端。
有孫華允誠。